# Mystérianisme
Le mystérianisme (ou « néo-mystérianisme ») est une thèse métaphysique et épistémologique défendue aujourd’hui principalement par le philosophe Colin McGinn et qui affirme qu'une partie de la réalité échappe nécessairement à notre compréhension, car les capacités cognitives de notre espèce sont naturellement limitées. La nature de la conscience appartiendrait à cette dimension de la réalité inaccessible à notre intelligence et le problème difficile de la conscience serait donc pour nous impossible à résoudre.

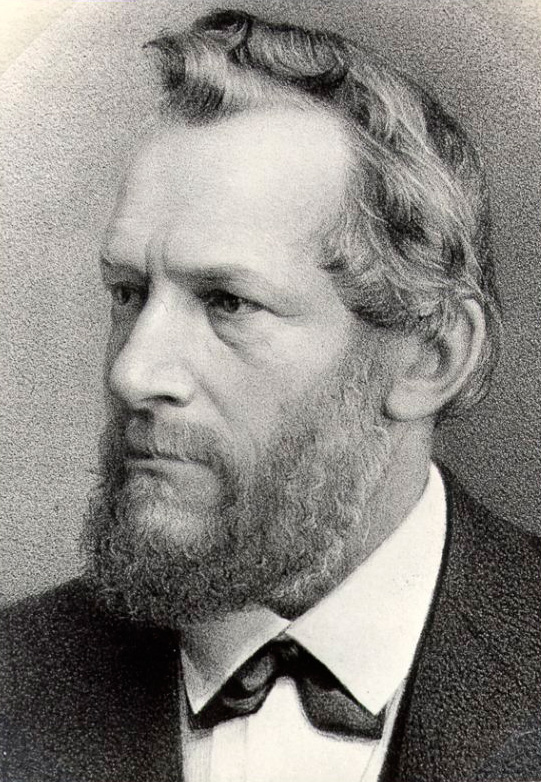
Emil du Bois-Reymond a listé sept énigmes, auxquelles la science ne peut selon lui répondre, comme la question de l'origine de la vie ou celle de la nature des sensations subjectives.

## Mystérianisme et néo-mystérianisme
Le terme de « néo-mystérianisme » (New mysterianism en anglais) a été forgé par Owen Flanagan en 1991. On distingue depuis deux versions du mystérianisme qui s’inscrivent dans deux traditions bien différentes : l’une est ontologique (tradition idéaliste), l’autre, plus récente, est épistémologique (tradition naturaliste). 
La première version – le mystérianisme classique – implique que la conscience est une réalité absolument inintelligible, échappant à toute rationalité, parce qu’elle diffère ontologiquement de tout ce qui est rationalisable. Cette version du mystérianisme est représentée à partir du XIXe siècle par des scientifiques comme T. H. Huxley, John Tyndall et Emil du Bois-Reymond, mais elle a des racines historiques plus profondes. Elle tend à faire de la conscience un phénomène surnaturel. 
La seconde version – le « néo-mystérianisme » – correspond à la thèse moins radicale selon laquelle le mystère de la conscience ne réside pas dans la nature même de la conscience, considérée comme un phénomène naturel parmi les autres, mais est une conséquence de la limitation constitutive de l’esprit humain. Colin McGinn et Noam Chomsky sont en ce sens des néo-mystérianistes, autrement dit, des mystérianistes au sens épistémologique. Selon eux, il n’y a rien dans la conscience elle-même qui la rende inaccessible en principe à toute compréhension ; le mystère de la conscience réside juste dans le fait que nous sommes incapables, en tant qu’humains, d’en saisir clairement le concept. 
Au cœur de ce point de vue, il y a l’idée défendue d’abord par Chomsky puis développée par McGinn de « clôture cognitive » : l’accès à toute une partie du monde serait définitivement fermé à certains systèmes cognitifs. Ainsi, l’univers visuel du chat, qui ne peut percevoir les couleurs, est-il définitivement fermé sur le plan perceptif à certains aspects du monde visible (« clôture perceptive »), et son esprit, définitivement fermé sur le plan cognitif à certains aspects du monde intelligible, à l’algèbre ou à la théorie de l'esprit, par exemple. Cette fermeture cognitive, qui commence au niveau même de la perception, fait partie de la condition féline du chat qui ne peut s’en affranchir en tant que chat. De la même façon, l'être humain, qui ne se situe pas en dehors de la nature, est limité dans ses capacités par les conditions biologiques de son existence.

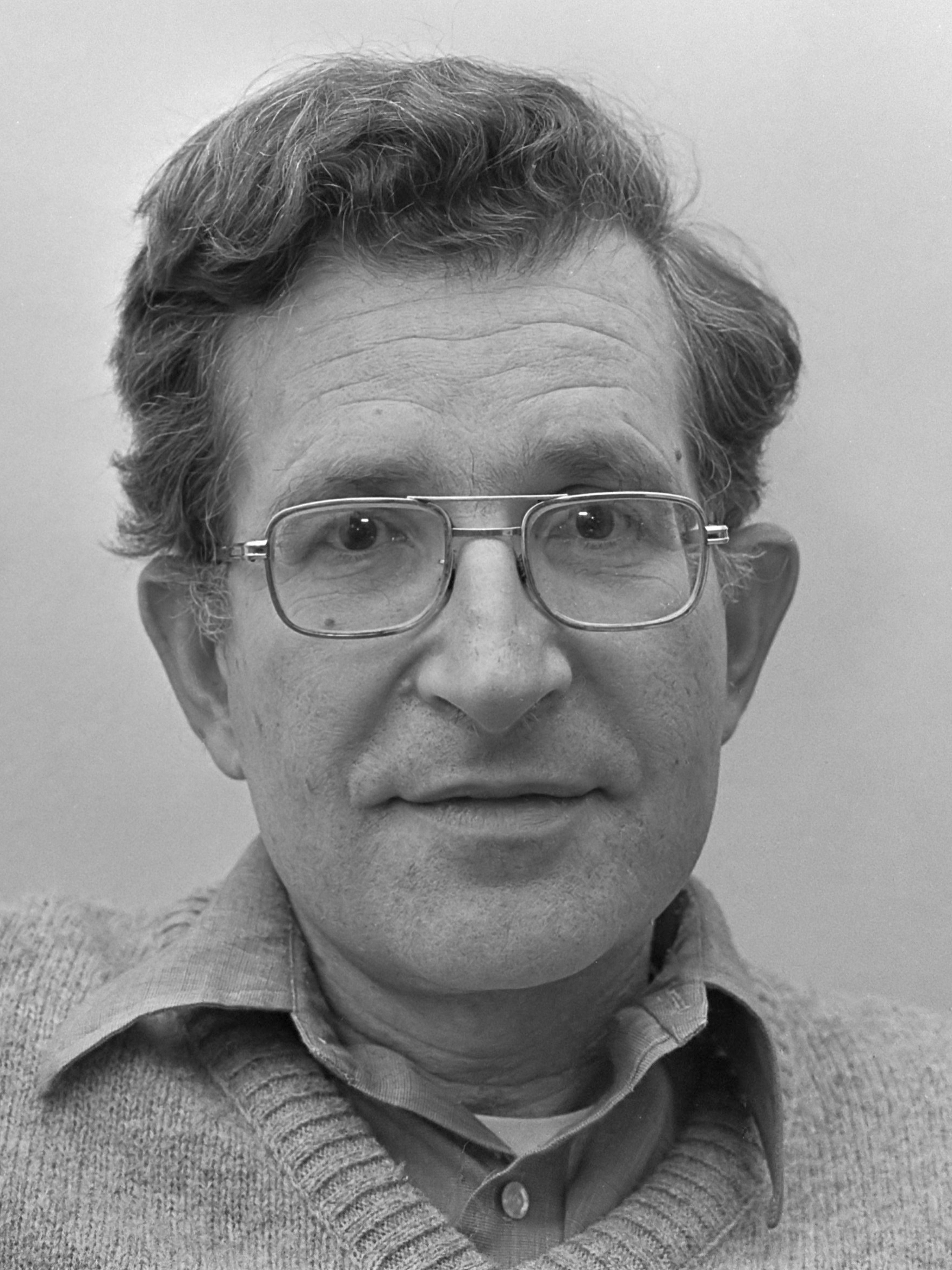
Noam Chomsky (ici en 1977) a défendu l'idée de limitation cognitive : nos structures mentales issues de l'évolution ont été sélectionnées pour résoudre les problèmes techniques du quotidien, et non pour répondre aux grands problèmes métaphysiques.

## Les thèses du mystérianisme contemporain

### Une solution thérapeutique au problème de la conscience
Le mystérianisme représente aujourd'hui une approche originale du problème intellectuel soulevé par le phénomène de la conscience. Plutôt que de prétendre fournir une solution théorique au problème de la conscience, il propose une solution thérapeutique : nous soulager de l'inconfort intellectuel dans lequel nous nous trouvons face à un phénomène dont la nature nous échappe en expliquant la raison de cette situation. En ce sens, il s'agit d'une réponse au problème qui est à la fois pessimiste à un premier niveau, et optimiste à un second niveau : si nous nous trouvons dans l'impossibilité de donner une explication du phénomène de la conscience (constat pessimiste), nous pouvons en revanche facilement comprendre pourquoi nous nous trouvons dans cette impossibilité-là, et ainsi sortir de cette situation d'impasse intellectuellement frustrante (attitude optimiste). 

### Les apories de la philosophie de l'esprit
Le mystérianisme se présente comme une solution au constat d’échec concernant les multiples tentatives d’explication du phénomène de la conscience. Selon cette thèse, c’est justement l’échec de ces théories qui doit être expliqué pour adopter enfin la bonne attitude vis-à-vis des problèmes de philosophie de l’esprit. Ce qui est habituellement perçu comme un problème difficile, celui de la nature de la conscience et de sa relation avec le monde physique, est alors compris comme un problème dont la résolution est humainement impossible, non pas seulement à cause des limites actuelles de nos connaissances et de nos concepts, mais du fait de la nature même de l’esprit de ceux qui cherchent à le résoudre. En effet, pour les tenants du « néo-mystérianisme », l’esprit humain est limité dans ses capacités par sa nature même, comme l‘est celui de tous les autres animaux. Notre appareil cognitif, aussi performant soit-il, est ainsi constitué que toute connaissance de la réalité est nécessairement limitée, et une compréhension intégrale ou profonde de cette réalité n‘est donc pas à notre portée. 
Notre conscience, dont nous ne saisissons par l’introspection que l'aspect phénoménal, s’inscrit au moins en partie dans cette dimension « nouménale » du monde, par définition inaccessible. Il en va bien sûr de même de la conscience d'autrui, dont nous ne saisissons que les manifestations physiques et comportementales. Notre compréhension de la conscience est donc limitée à certains aspects qui ne nous permettent pas d'en saisir l'essence. Même si nous pouvons encore raisonnablement espérer une explication de l'esprit en termes de relations entre les différents états mentaux conscients ou non-conscients, entre les croyances et les désirs par exemple, il ne parait pas raisonnable, en revanche, d’espérer une explication satisfaisante de l’aspect proprement phénoménal de la conscience, aspect qui consiste en certaines expériences qualitatives, en un certain « effet que cela fait » de percevoir des couleurs ou de ressentir une douleur, par exemple. Or, expliquer la conscience, c'est d'abord en expliquer cet aspect essentiel, à partir d'éléments qui ne sont pas eux-mêmes donnés à l'introspection.

### Le mystère de la conscience
A l’instar du chat et de tous les animaux, l’homme est un produit naturel de l’évolution et son système cognitif, bien qu’il ait évolué jusqu’au plus haut niveau de performance dans le règne animal, a nécessairement sa propre limitation. Il est donc bien illégitime et présomptueux, selon le mystérianisme, de croire que les êtres humains n’auraient comme tels aucune limite cognitive et que rien dans le monde ne pourrait faire obstacle à leur pouvoir de compréhension. Le mystérianisme se présente alors comme une position raisonnable qui inscrit la condition humaine dans la nature : de la même façon que l’impossibilité de comprendre l’algèbre fait partie de la condition féline du chat, l’impossibilité de comprendre certains aspects du monde fait partie de la condition humaine. La conscience semble bien être l‘une de ces choses à jamais mystérieuses pour l‘homme, car nous avons le sentiment que le gouffre qui existe entre les données introspectives que nous avons de nous-mêmes et les faits établis par les sciences naturelles ne pourra jamais être comblé par de nouvelles découvertes scientifiques. L’idée, par exemple, qu’une équipe de biologistes, à la suite d’un long travail en laboratoire, découvre enfin la solution du problème de la conscience, nous parait absurde. Pour le mystérianiste, le sentiment d’absurdité d’une telle situation nous vient du fait qu’aucune donnée scientifique n’est pour nous susceptible d'expliquer la conscience. Il faut alors comprendre les raisons de ce sentiment et adopter un point de vue sur la question de la conscience qui sorte du paradigme dans lequel elle se pose habituellement.

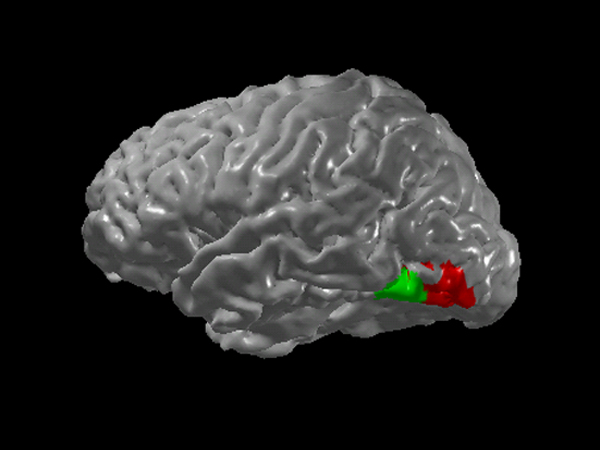
Selon McGinn, aussi complète que soit notre investigation du cerveau, nous ne pourrons jamais y observer que des processus physiques. Une expérience subjective n'est, comme telle, jamais « visible » sur un scanner.

### L'argument de McGinn
La première justification du mystérianisme réside dans le constat de l'inadéquation évidente de toutes les théories qui ont été élaborées jusqu'ici sur la conscience, constat couplé avec le sentiment que cette inadéquation a des raisons profondes. Mais cette première justification n'est qu'inductive, car elle généralise, peut-être abusivement, un constat d'échec. McGinn ajoute alors un argument déductif en faveur du mystérianisme. 
L'argument de McGinn peut se résumer ainsi. L'introspection est notre seule voie d'accès aux états de la conscience, mais elle ne nous donne aucun accès aux états cérébraux. La perception est notre seule voie d'accès au cerveau, mais elle ne nous donne aucun accès à la conscience. Il n'y a pas de troisième voie qui nous permette d'accéder à la fois à la conscience et au cerveau. Notre système cognitif ne peut donc pas produire un concept permettant de relier conceptuellement les aspects à la fois subjectifs et objectifs de l'esprit, aspects correspondant respectivement aux états de la conscience et aux états du cerveau. Par conséquent, notre compréhension de la conscience et notre connaissance du cerveau sont destinées à se développer indépendamment l'une de l'autre, de façon absolument séparée. C'est ce fossé épistémologique qui empêcherait notamment toute compréhension de la façon dont le cerveau serait relié à la conscience. Aussi, est-il déraisonnable, selon McGinn, d'espérer trouver un jour une solution satisfaisante au problème de la conscience qui nous permettrait de l'intégrer au monde physique. 
Les tentatives de comprendre la conscience d’un point de vue objectif (naturalisme, réalisme), en faisant abstraction de son aspect phénoménal, ou au contraire d'un point de vue subjectif (idéalisme, phénoménologie), en faisant abstraction de son fondement physique, seraient vouées à l'échec.

## Les objections au mystérianisme
L'une des principales objections formulées contre le mystérianisme de McGinn est celle de Daniel Dennett. Selon lui, cette thèse excessivement pessimiste est fondée sur une conception erronée de la relation entre un problème théorique et sa solution correspondante. 
Nous pouvons cerner parfaitement un problème mais ne pas pour autant en connaitre la solution ; ou être dans l'impossibilité de connaitre la solution à un problème que nous n'avons pas bien cerné. Mais il ne serait pas cohérent de soutenir qu'il nous est impossible de connaitre la solution à un problème que nous cernons bien, du seul fait que nous ne pourrions pas comprendre cette solution. Bien cerner un problème, en effet, implique de savoir quels types de réponses pourraient convenir à sa résolution, car il y a une certaine continuité épistémologique entre les phénomènes que l'on questionne et ceux qui nous servent d'explications. Si nous n'avions pas la possibilité de comprendre en quoi peut consister la solution à un problème, nous n'aurions pas non plus la possibilité de dire en quoi il consiste. Et ne pas avoir accès sur le plan cognitif à certaines explications, c'est aussi ne pas avoir accès aux phénomènes dont on recherche l'explication, à l'instar du chat qui ne peut pas comprendre l'algèbre mais qui ne peut pas non plus se poser des problèmes d'algèbre. Être fermé cognitivement à la solution d'un problème, ce serait donc être fermé aux données mêmes du problème et se trouver dans l'impossibilité de le formuler.